# Biła (obwód chmielnicki)
Biła (ukr. Біла) – wieś na Ukrainie w rejonie czemerowieckiego obwodu chmielnickiego.